# Lucy Seki
Lucy Seki (Belo Horizonte, 1941-2017) és una lingüista brasilera especialista en llengües indígenes sud-americanes. Es autora d'una gramática conceptual de la lengua kamaiurá.

## Biografia
Mineira de Belo Horizonte, Lucy Seki es va graduar en història per la Universitat Federal de Minas Gerais; es va llicenciar el 1969 i es va doctorar el 1973 en Lingüística per la Universitat Patrice Lumumba, a Moscou (en un moment en què les relacions amb els països del bloc comunista eren vistes amb recel pel govern del Brasil). Va fer estudis de postdoctorat en la Universitat de Texas a Austin. Realitza activitats acadèmiques, des de 1977, en la Universitat Estatal de Campinas (Unicamp).

## Honors
Va fundar la revista LIAMES (Lenguas Indígenas de América del Sur), la única revista brasilera dedicada exclusivament a llengües indígenes del continent.
El 2010 va ser nomenada membre honorària de la Linguistic Society of America (LSA), en reconeixement de les seves substancials contribucions en la Lingüística.

## Algunes publicaciones

### Llibres
- 2000. Gramática do Kamaiurá, Língua Tupi-Guarani do Alto Xingu. 482 pp. + 17 fotos. Ed. UNICAMP, e Imprensa Oficial do Estado de São Paulo. ISBN 85-268-0498-7 Traducido al indio Jene ramỹjwena juru pytsaret. ed. Museu do Índio, Funai, 2010, 489 pp. ISBN 8585986336, ISBN 9788585986339 resumen en línea[Enllaç no actiu]

- 1993. Lingüística indígena e educação na América Latina. Coleção Momento. Ed. da Univ. Estadual de Campinas UNICAMP, 408 pp.

### Articles
- lucy Seki. 2002. Krenak (Botocudo/Borum) e as línguas Jê. Línguas Jê: Estudos Vários, ed. Ludoviko dos Santos and Ismael Pontes, pp. 15–40. Londrina: Universidade Estadual Londrina

- -----------. 2000. Línguas indígenas do Brasil no limiar do século XXI. Impulso 12 (27) edición sobre los 500 años de Brasil. Universidade Metodista de Piracicaba

- -----------. 1999. A lingüística indígena no Brasil. D.E.L.T.A. 15, N.º especial, 1999: 257-290 en línea

- -----------. 1993. Notas sobre a história e a situação lingüística dos povos indígenas do Parque Xingu, eN: Seki. Lucy (org.) Linguística indígena e educação na América Latina. Campinas: Editora da Unicamp

- -----------. 1991. Perspectivas para os estudos linguísticos no Brasil. Boletim da ABRALIN, 12. Campinas: IEL / Unicamp: 7-2

- -----------. 1990. Kamaiurá (Tupi-Guarani) as an active-stative language. En D.L. Payne (ed.), Amazonian linguistics: Studies in Lowland South American languages, University of Texas Press

- -----------. 1990. Apontamentos para a bibliografia da língua Botocudo/Borum. Cadernos de Estudos Lingüísticos 18: 115-142. Campinas

- -----------. 1989. Evidências de relações genéticas na família Jê. Estudos Lingüísticos, XVIII (Anais de Seminários do GEL): 604-611. Lorena: Prefeitura Municipal/GEL

- -----------. 1985. "A Note on the Last Botocudo Language", International Journal of American Linguistics 51 (4, octubre 1985): 581-583

- -----------. 1985. Reduplication and CV skeleta in Kamaiurá. Con Daniel Everett. Linguistic Inquiry 16. 326–330

- -----------. 1984. Problemas no estudo em uma língua em extinção. Boletim da ABRALIN, 6, 109-118

- -----------. 1982. Marcadores de pessoa do verbo Kamaiurá. Cadernos de Estudos Lingãísticos 3.22-40. Campinas: Unicamp/Funcamp

- -----------. 1981. A note on COMPas a universal. LI 12:659-65 Con Frank Branden

- -----------. 1976. O Kamaiurá: língua de estrutura ativa. Língua e Literatura. Rev. dos Deptos. de Letras da Fac. de Filosofia, Letras e Ciências Humanas da Univ. de São Paulo 5: 217-227